# باشگاه فوتبال داگا یونایتد
باشگاه فوتبال داگا یونایتد یک باشگاه فوتبال حرفه ای در شهر داگا، بوتان است.